# Monastère de la Mère-de-Dieu-du-Signe de Koursk
Le monastère de la Mère-de-Dieu-du-Signe (en russe : Знаменский Богородицкий монастырь) est un monastère orthodoxe d'hommes, situé dans la ville de Koursk, en fédération de Russie. Il appartient à l'éparchie de Koursk et de Rylsk. Fondé en 1613, il est l'un des plus anciens de l'oblast de Koursk. Pendant longtemps, c'est-à-dire de 1618 à 1919  , le monastère a été le lieu où était exposée l'Icône de Notre-Dame du Signe de Koursk. Au départ du monastère, se déroule chaque année depuis 1618, une procession durant laquelle l'icône est portée solennellement jusqu'à l'ermitage Korennaïa situé à une vingtaine de kilomètres de Koursk. L'ensemble architectural du monastère comprend plusieurs monuments religieux d'importance fédérale et préservés.

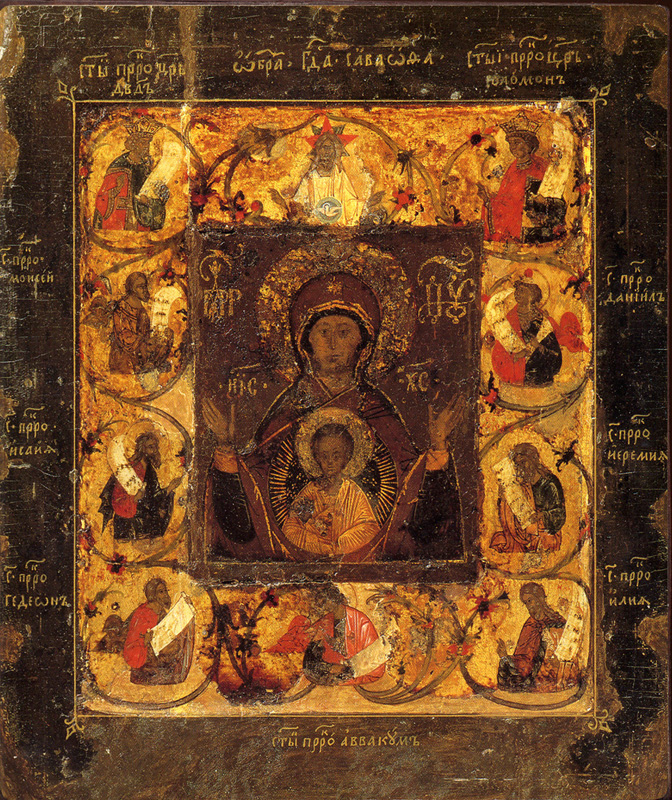
Icône de Notre-Dame du Signe de Koursk - 1295

## Renaissance du monastère au sein de l'Église orthodoxe russe
Le monastère a été rouvert en août 1992, après la période soviétique de l'URSS, durant laquelle les bâtiments étaient utilisés à des fins autres que religieuses (théâtre, cinéma, centrale électrique, lieu de stockage). En 1992, l'Église orthodoxe russe a repris possession du monastère de Notre-Dame du Signe, et en 1999, a commencé sa reconstruction. Le 16 novembre 2000, le métropolite de Koursk et Rylsk, Juvenal (Tarassov) a consacré et béni l'autel principal de la cathédrale. À l'automne 2001, les principaux travaux de restauration étaient terminés. Au début 2004, la restauration était complètement terminée.
En 1997, la décision a été prise par le gouverneur de l'oblast de Koursk de transférer la propriété de l'église de la Résurrection à l'Église orthodoxe russe, mais en fait, elle n'a été transférée à l'éparchie de Koursk et de Rylsk qu'en 2003. Le 18 avril 2006, un dôme de 17 m de diamètre a été hissé au sommet de l'église de la Résurrection. Son poids atteint 20 tonnes.

## Caractère architectural des divers édifices

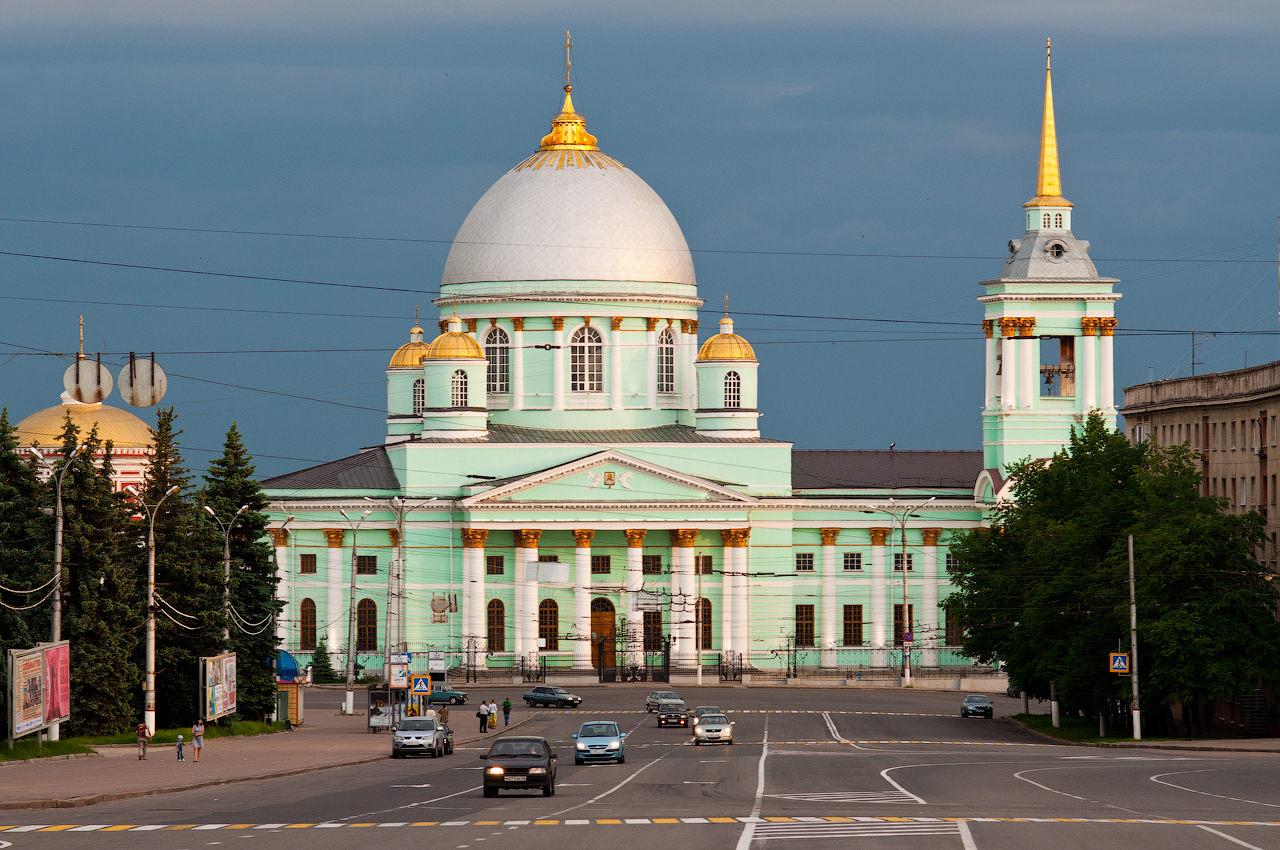
Cathédrale du Signe

### Cathédrale du Signe
La cathédrale a été construite en 1815-1826, dans le style classique, dans la traditionnelle forme de l'église à croix inscrite, mais avec une partie occidentale considérablement allongée. Sur le volume cubique principal s'élève un tambour à fenêtres, surmonté d'une coupole de 20 m de diamètre. Le bâtiment est entouré de quatre petites absidioles couvertes également d'un dôme hémisphérique. Le clocher est placé du côté nord de la trapeznaïa, surmonté d'une haute flèche dorée et d'une croix. La trapeznaïa dispose de deux niveaux et au premier est installée une église dénommée de l'icône Notre-Dame Souveraine Derjavnaïa. Au second niveau (premier étage) de la trapeznaïa de grands pylônes sont placés, entre lesquels sont installées des icônes.

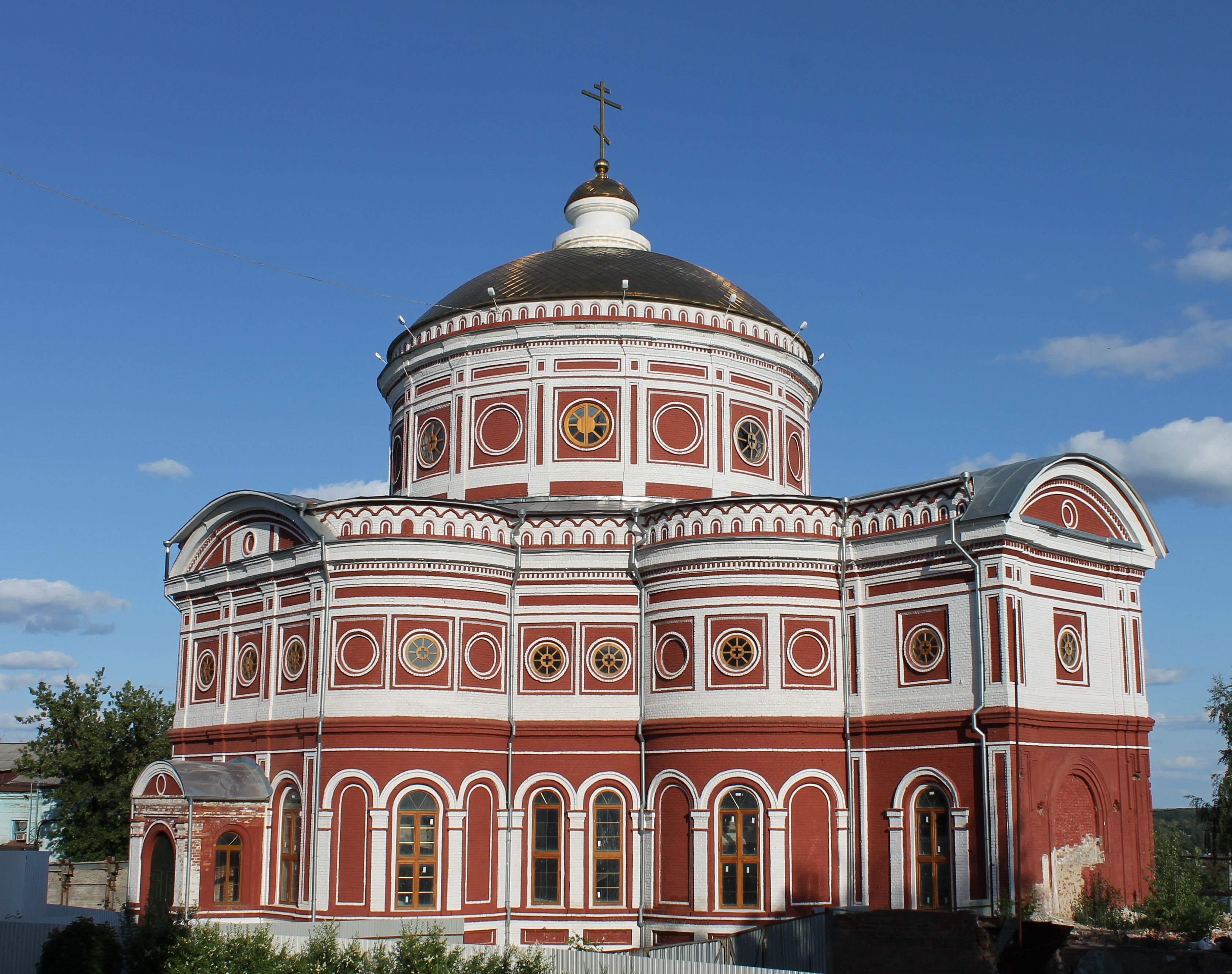
Cathédrale de la Résurrection du Christ

### Église de la Résurrection du Christ
L'église est construite en 1875 et consacrée en 1876. C'est un édifice en brique à une seule coupole, d'esprit éclectique, avec un plan en forme de croix byzantine. Ses murs sont couverts de briques rouges en façade dans un style byzantin. Il dispose de plusieurs absides latérales.

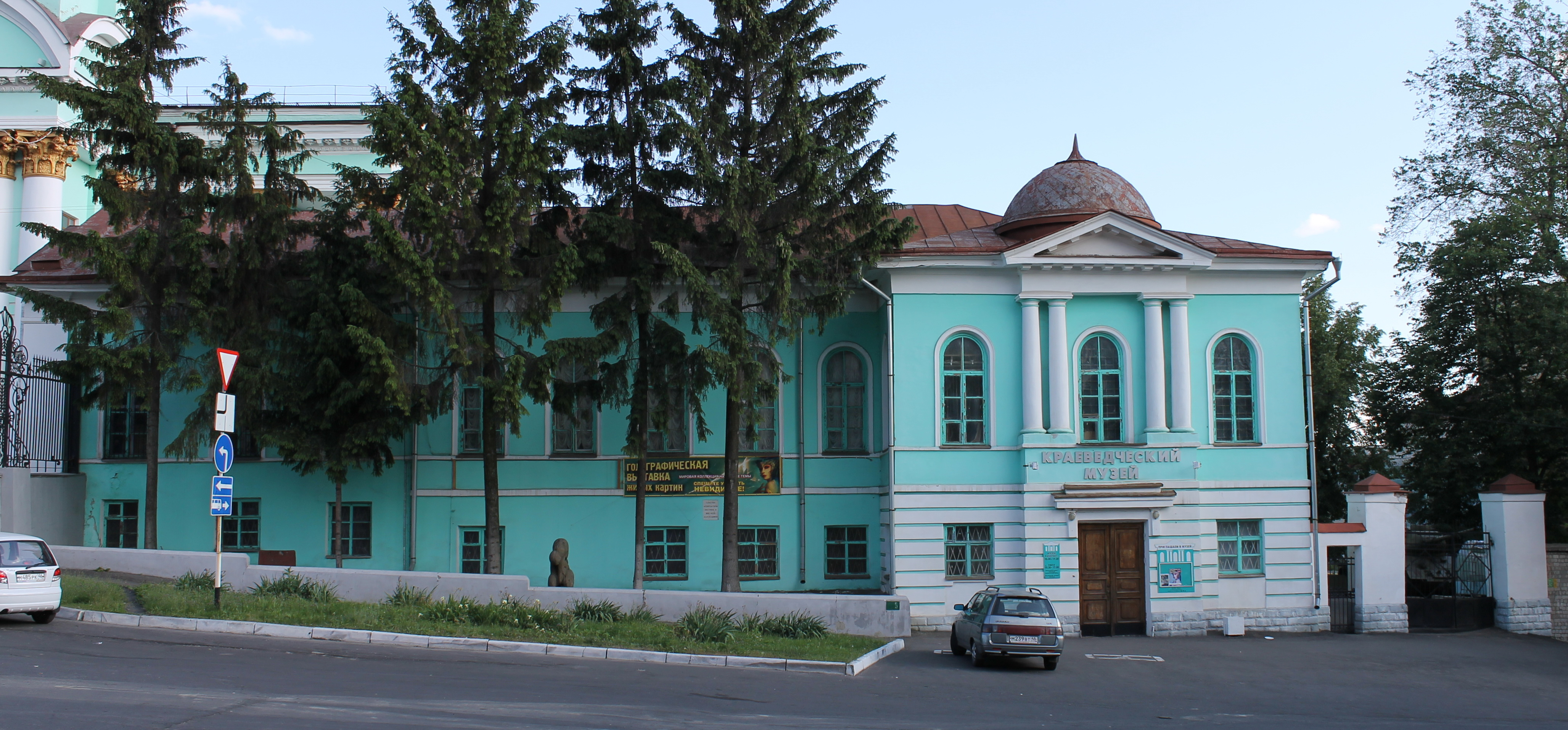
Musée régional de l'oblast de Koursk (Maison de l'archevêque)

### Maison de l'évêque
Le bâtiment en pierre à deux étages qui est la maison de l'évêque est de style Empire avec colonnade et portique et a été construit par l'architecte G. V. Gavrilov en 1833 . En 1926, le bâtiment a été transféré au musée de l'oblast.